# Brug 345
Brug 345 is een basculebrug in Amsterdam-West.
Ze is gelegen in de Houtmankade, de westelijke oever van het Westerkanaal. Ze is gelegen over de Van Noordtgracht. Zowel het Westerkanaal als de Van Noordtgracht kwamen gereed in de jaren zeventig van de 19e eeuw. Om van de Houtmankade een doorlopende weg te maken was het noodzakelijk om een overspanning te bouwen over de Le Mairegracht (brug 349) en de Van Noordtgracht. Dit werd in 1882 ter hand genomen. Er werd hier een draaibrug neergelegd. Dit kon redelijk goedkoop uitgevoerd worden, want de gemeente Amsterdam had nog een draaibrug over; de Hortusbrug was net vernieuwd, dus de bovenbouw kon hier goed gebruikt worden. In 1931 was de brug een week buiten dienst, ze moest gerepareerd worden. In 1958 was de toestand van de brug al matig; zwaar vervoer (zwaarder dan 5000 kg) mocht de brug niet meer over. In 1960 constateerde de gemeente Amsterdam, dat het verkeer op de Houtmankade te druk was voor de bruggen 345 en 349. De pontveer die vertrok van de Tasmanstraat had een aanzuigende werking. Door de aanpak van drie bruggen in de aanvoerroutes daarnaartoe (ook de Zoutkeetsbrug werd vernieuwd), wilde de gemeente het verkeer spreiden. De brug 345 had “volstrekt onvoldoende capaciteit” zo constateerde het Algemeen Handelsblad. Voor de drie bruggen werd een budget vrijgemaakt van 4,75 miljoen gulden. Aanbesteding vond plaats  in november 1961, waarna er in mei 1962 de voorbereidende werkzaamheden plaatsvonden.  De drie bruggen kwamen van de tekentafel van de Dienst der Publieke Werken waarbij Gerrit Feiko Janssonius verantwoordelijk was voor de techniek en Dirk Sterenberg voor het uiterlijk. Hij had de nieuwe brug al in 1957 op papier staan. In het najaar van 1964 was de basculebrug klaar; ze werd in december geopend. De brug is qua opbouw hetzelfde als de Zoutkeetsbrug en brug 349, tot aan het brugbedieningshuisje toe. Constructiewerkplaats NV leverde de val, die op de betonnen landhoofden werd geplaatst. 
Na de oplevering werden door de jaren heen kleine aanpassingen aan de brug aangebracht, waarbij ook steevast de andere twee bruggen werden aangepast, zodat ze ook na zestig jaar op elkaar lijken.
De brug ging lange tijd door het leven als IJszeebrug. In april 2016 schrapte de gemeente Amsterdam alle officieuze benamingen van bruggen en zo verdween ook deze vernoeming naar de Overwintering op Nova Zembla, zowel Cornelis de Houtman (voer op Nederlands-Indië) als Olivier van Noort (voer door Straat Magellaan) hadden daar niets mee te maken.

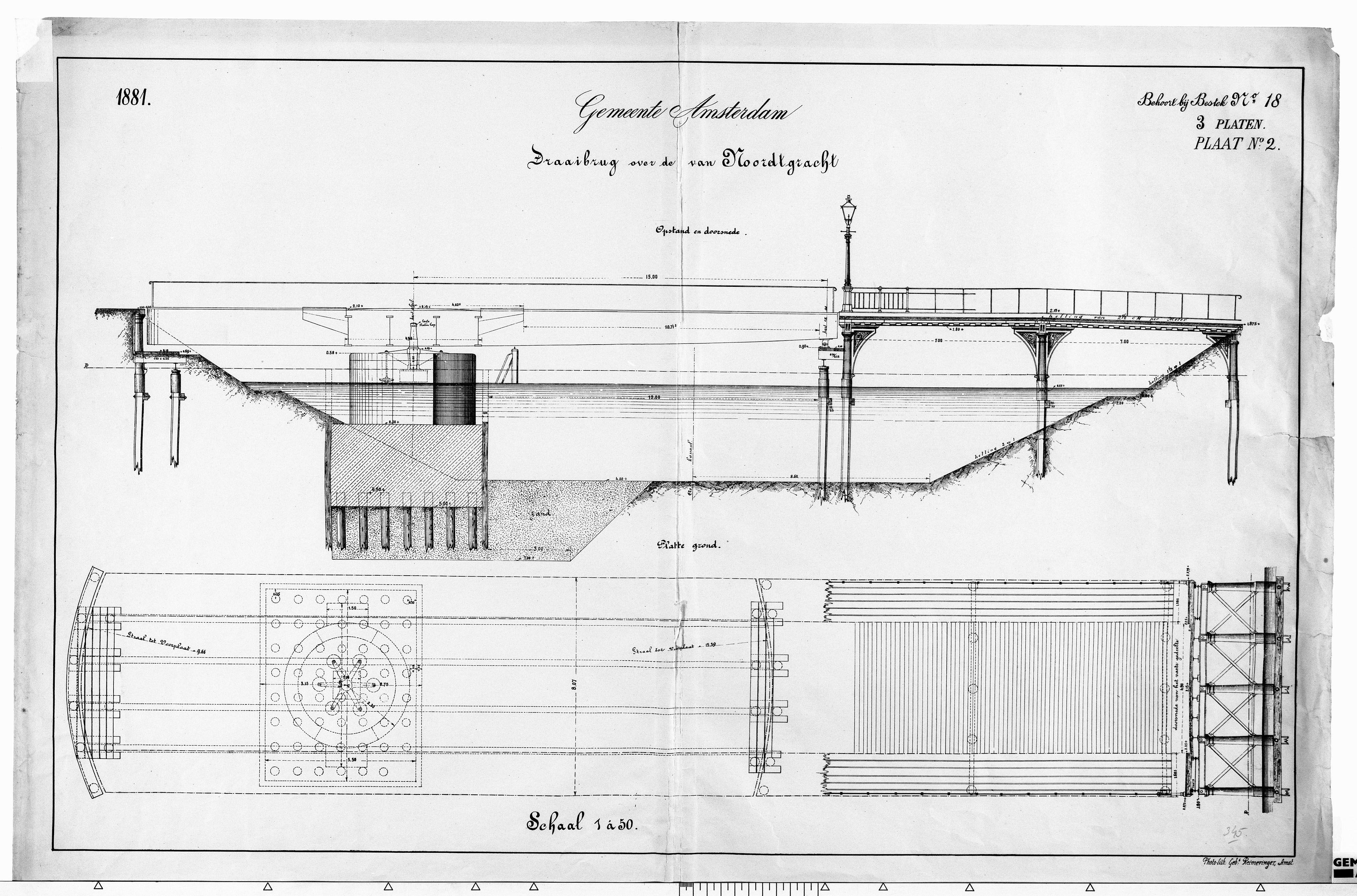
Bouwtekening van de draaibrug (1881)
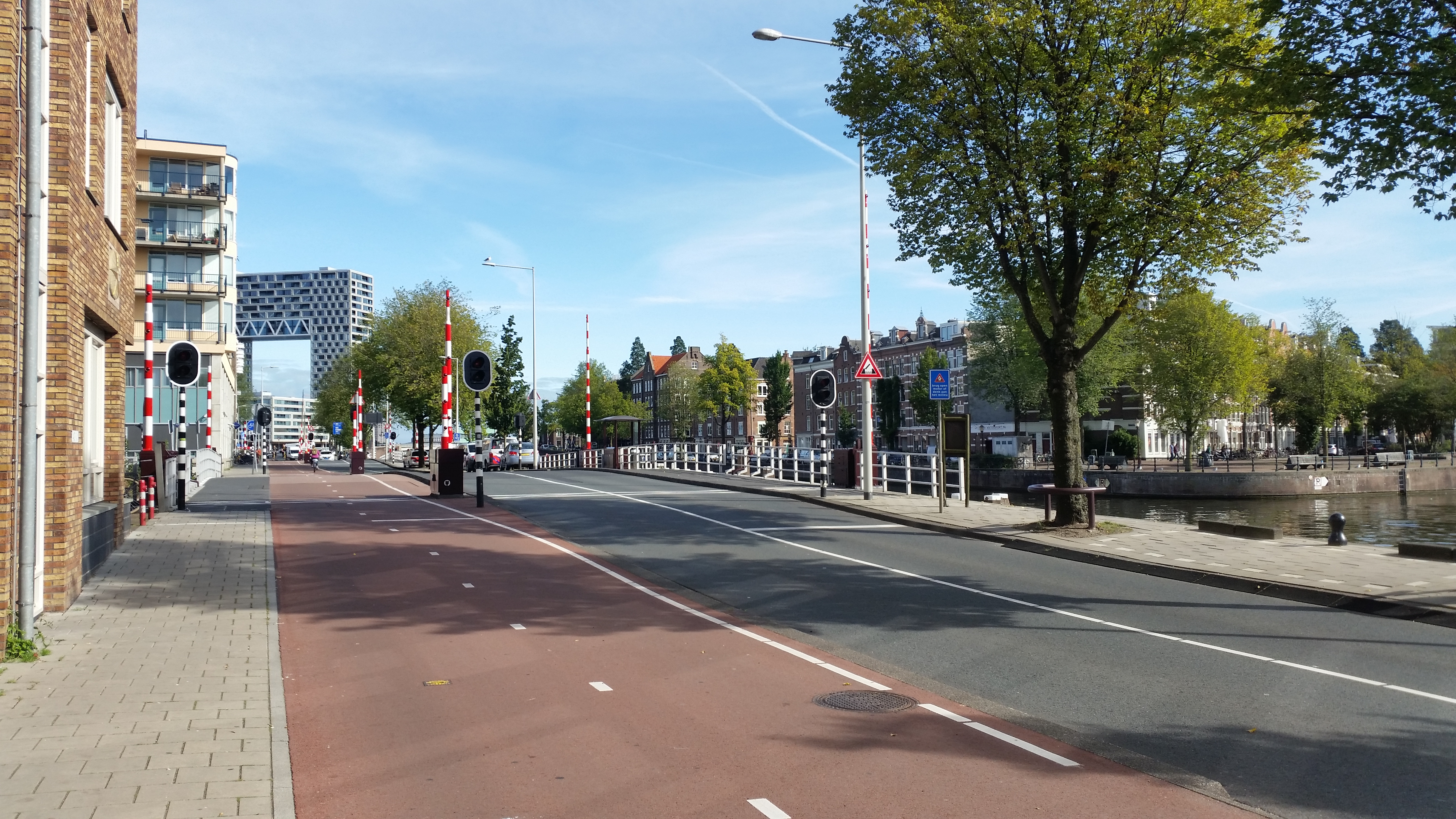
Overzicht over Brug 345 met op de achtergrond Pontsteigergebouw (september 2019)
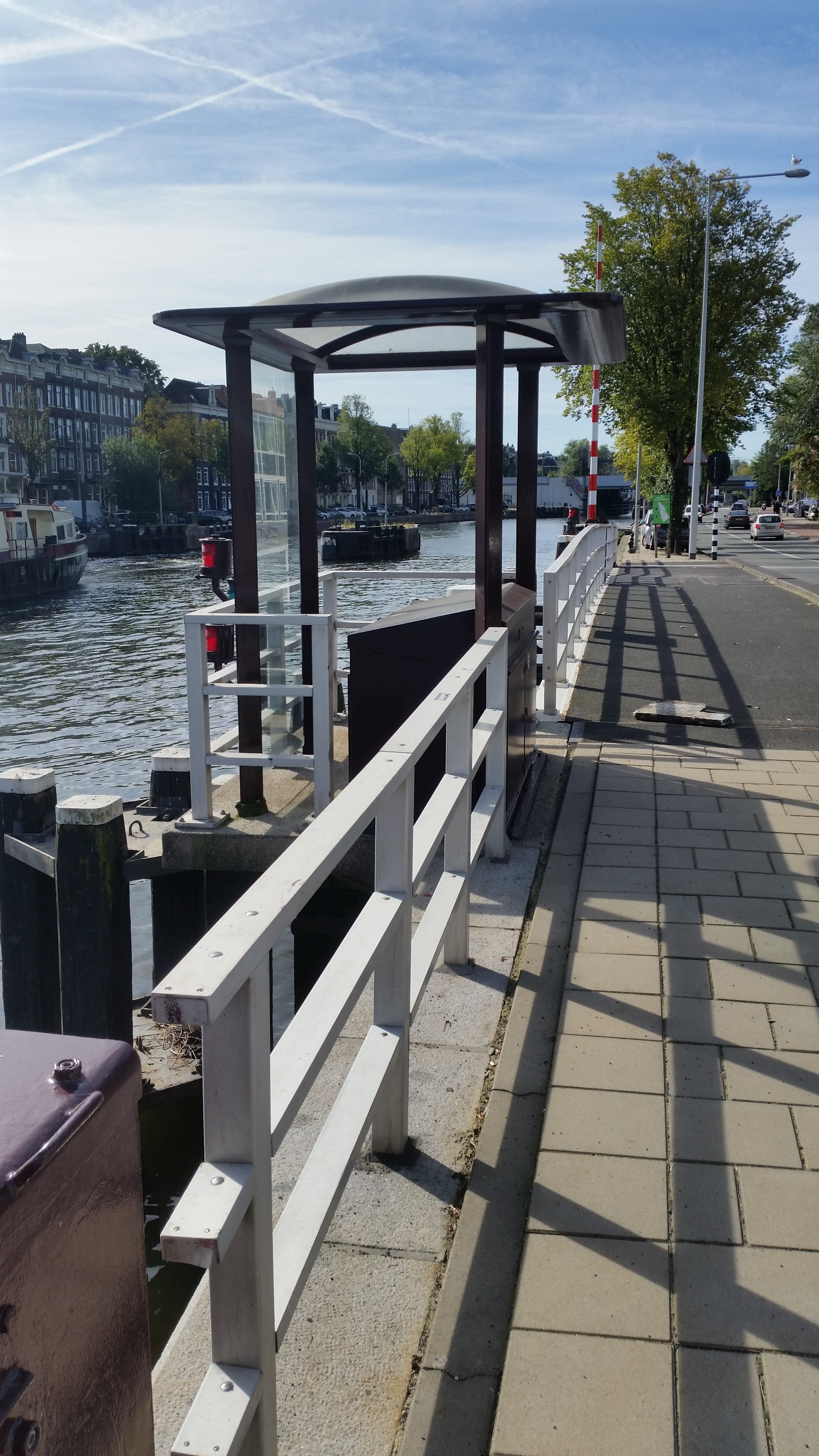
Brughokje van Brug 345 (september 2019)

<<< · 300 · 301 · 302 · 303 · 304 · 305 · 306 · 307 · 308 · 309 · 310 · 311 · 312 · 313 · 314 · 315 · 316 · 317 · 318 · 320 · 321 · 322 · 323 · 324 · 325 · 327 · 328 · 330 · 331 · 332 · 333 · 334 · 335 · 336 · 337 · 338 · 339 · 340 · 341 · 342 · 343 · 344 · 345 · 346 · 347 · 348 · 349 · 350 · 351 · 352 · 353 · 354 · 355 · 356 · 357 · 358 · 359 · 360 · 361 · 362 · 363 · 364 · 365 · 366 · 367 · 368 · 371 · 372 · 373 · 374 · 375 · 376 · 377 · 378 · 379 · 380 · 381 · 382 · 383 · 385 · 386 · 387 · 388 · 389 · 390 · 391 · 392 · 393 · 394 · 395 · 396 · 397 · 398 · 399 · >>>
Brugnummers 319, 326, 329 (tijdelijke duiker in de Ringspoordijk), 369, 370, 384 zijn niet (meer) vergeven.